# Pieris brassicoides
Pieris brassicoides är en fjärilsart som beskrevs av Guérin-Méneville 1847. Pieris brassicoides ingår i släktet Pieris och familjen vitfjärilar. IUCN kategoriserar arten globalt som livskraftig. Inga underarter finns listade i Catalogue of Life.